# Augustin Gotthelf Irschhausen
Augustin Gotthelf Irschhausen (* in Dresden; † 23. Juli 1794 in Mühlberg (Elbe)) war ein deutscher kursächsischer Justizamtmann in Mühlberg (Elbe) und Besitzer mehrerer Rittergüter. 

## Leben
Im Jahr 1765 ist Irschhausen als Amtsverweser in Annaburg nachweisbar.
Er stammte aus der Familie Irschhausen. Als Justizamtmann im Amt Mühlberg war er zu Reichtum gelangt, der ihm den Erwerb der Rittergüter Güldenstern und Liebersee (1778 von Christiana Henriette Neefe für 3800 Taler) ermöglichte.
Verheiratet war er mit Christiana Eleonora geborene Klotzsch. Aus der Ehe gingen die beiden Söhne Friedrich Gotthelf Irschhausen, der das Rittergut Freienbessingen erwarb, und Carl Augustin Irschhausen hervor, der 1808 von seiner Mutter das väterliche Rittergut Liebersee für 6000 Taler abkaufte.